# جامع (فلم)
جامع (بالإنجليزية: Jamaa)، هُو فيلم قصير أوغندي صدر سنة 2011 وأخرجه Michael Landon, Jr.. تلقى الفيلم 3 ترشيحات خلال حفل توزيع جوائز الأكاديمية الأفريقية للأفلام سنة 2012.

## وصلات خارجية
- جامع على موقع IMDb (الإنجليزية)
- جامع على موقع قاعدة بيانات الفيلم (الإنجليزية)
- جامع على موقع ليتربوكسد (الإنجليزية)